# Бій в протоці Блеккет
Бій в протоці Блекетт (япон. ビラ・スタンモーア夜戦, Біра-Сутенмо: а ясен, «Нічний бій біля Віла-Стенмор»; англ. Battle of Blackett Strait), відомий також як Перший бій в затоці Кула — нічний бій, який відбувався з 5 на 6 березня 1943 року між 2 есмінцями японського флоту, що доставляли підкріплення на острів Коломбангара в кампанії на Соломонових островах (є частиною кампанії на Тихому океані в період 2-ї Світової війни), і американським з'єднанням крейсерів, яка виконувала завдання з обстрілу японських позицій на островах.

## Передумови
Черговий Токійський експрес в складі японських есмінців «Мурасаме» (командир капітан 3-го рангу Йодзі Танегасіма) і «Мінегумо» (капітан 3-го рангу Йосіо Уесугі) під командуванням командира 2-го дивізіону есмінців капітана 1-го рангу Масао Татібани вийшов з Шортленду 5 березня 1943 року, щоб доставити продуктові припаси в Віла-Стенмор, південну частину острову Коломбангара. На шляху, біля південно-східного узбережжя острову Бугенвіль, есмінці виявили і потопили підводний човен «Гремпес», який намагався їх атакувати. 5 березня в 23:30 вони успішно прибули в пункт призначення та вивантажили свій вантаж на баржі. Коли вони почали повертатися, то спостерігачі «Мурасаме» помітили на північному заході затоки Кула білі спалахи, які виявилися спалахами гармат з'єднання TF68 контр-адмірала Аарона Меррілла.
З'єднання TF68 складалося з двох груп, що призначалися для обстрілу японських сил в Віла-Стенмор і Мунда відповідно. 1-а група під командуванням адмірала складалася з 3-х легких крейсерів 12-ї дивізії крейсерів: «Монтпілієр», «Клівленд» і «Denver» та 3-х есмінців: «Коні», «Конвей» і «Воллер». 2-а група з 4-х есмінців: «Флетчер», «Редфорд», «Ніколас» і «О'Беннон», які в бою участі не брали. З'єднання залишило острів Еспіріту-Санто 4 березня, ввечері 5 березня прибувши в район своєї мети.

## Бій
Досягнувши Віла, з'єднання Меррілла отримало повідомлення, що були помічені 2 японських крейсери. Дані кораблі були виявлені і супроводжувались коригувальником PBY Catalina з Гуадалканалу до тих пір, поки японці не з'явилися в 00:57 на екрані радарів Меррілла на відстані 13,9 км. Американський адмірал ухвалив рішення про відкриття вогню по виявленим цілям і вже через 4 хвилини після отримання даних з радара в 01:01 наказав відкрити вогонь.
Американські крейсери дали свій перший залп в темряву, не бачачи цілі з відстані в 9 кілометрів. Через одну хвилину «Waller» також дав торпедний залп. «Мурасаме» був накритий вже першим залпом. Протягом хвилини 6 повних залпів 152-мм гармат з крейсерів, що керувалися радаром викликали на ньому важкі пошкодження. Незабаром і торпеди «Waller»’а досягли японського флагмана. Це було перше торпедне влучання американських кораблів на Тихому океані з часів битви біля Балікпапана, виключаючи атаки торпедних катерів і підводних човнів. Японський есмінець вибухнув і потонув в точці з координатами 08°03′ пд. ш. 157°13′ сх. д. / 8.050° пд. ш. 157.217° сх. д... 128 осіб загинуло, 53 моряка, включаючи командира 2-го дивізіону капітана 1-го рангу Масао Татібану і капітана 3-го рангу Танегасіму, врятувались і пізніше дісталися берегів найближчих островів.
В 01:06 вогонь крейсерів був перенесений на «Мінегумо». Останній намагався відповідати вогнем по спалахам гармат, одночасно намагаючись сховатися, проте отримав чисельні влучання і зрештою потонув в 01:30 в точці з координатами 08°01′ пд. ш. 157°14′ сх. д. / 8.017° пд. ш. 157.233° сх. д.. 46 осіб, включаючи командира Уесугі, загинули в бою. 122 моряка пізніше досягли японських позицій, ще два попали в полон до американців. Самі американці в цьому бою взагалі не постраждали.

## Після бою
Після затоплення 2-х есмінців, американці продовжили виконання свого головного завдання і провели обстріл японського аеродрому в Віла-Стенмор. При цьому у американців була висока витрата снарядів. Так «Montpelier» випустив близько 1800 127-мм і 152-мм снарядів протягом 15-хвилинного бою і ще близько 700 при виконанні бомбардування. В 9 ранку американські кораблі кинули якір в Пурвіс-Гарбор на Тулагі.
7 травня американські мінні загороджувачі «Гембл», «Бріс» і «Пребл» перегородили мінами протоку Блеккет. Наступного дня на цих мінах підірвалися три японських есмінця — «Куросіо», «Оясіо» і «Кагеро». «Куросіо» потонув відразу, а два інших були потоплені через день під час атаки авіації з бази Гендерсон-філд.